# Municipio de Haddon (Indiana)
El municipio de Haddon (en inglés: Haddon Township) es un municipio ubicado en el condado de Sullivan en el estado estadounidense de Indiana. En el año 2010 tenía una población de 3987 habitantes y una densidad poblacional de 21,54 personas por km².

## Geografía
El municipio de Haddon se encuentra ubicado en las coordenadas 38°57′44″N 87°24′3″O / 38.96222, -87.40083. Según la Oficina del Censo de los Estados Unidos, el municipio tiene una superficie total de 185.12 km², de la cual 184.47 km² corresponden a tierra firme y (0.35%) 0.65 km² es agua.

## Demografía
Según el censo de 2010, había 3987 personas residiendo en el municipio de Haddon. La densidad de población era de 21,54 hab./km². De los 3987 habitantes, el municipio de Haddon estaba compuesto por el 74.67% blancos, el 23.63% eran afroamericanos, el 0.25% eran amerindios, el 0.03% eran asiáticos, el 0.03% eran isleños del Pacífico, el 0.88% eran de otras razas y el 0.53% pertenecían a dos o más razas. Del total de la población el 3.34% eran hispanos o latinos de cualquier raza.